# Frank Moniz
Frankie "Shorty" Moniz (często spotykana również błędna pisownia Muniz lub Munitz), – amerykański piłkarz, grywał na pozycji napastnika, 2-krotny reprezentant Stanów Zjednoczonych, uczestnik mundialu 1950.

## Kariera
Moniz zaczynał karierę piłkarza w 1935 roku w klubie Kearny Scots w tamtejszej lidze American Soccer League. Następnie trafił do Pawtucket Rangers. W 1941 opuścił ligę ASL i przeniósł się do miejscowego Ponta Delgada S.C., z którym w 1947 roku sięgnął po 2 tytuły mistrzowskie w National Challenge Cup oraz National Amateur Cup. W 1947 powołany do kadry na NAFC Championship 1947. W roku 1950 został powołany do drużyny narodowej na mistrzostwa świata 1950, które odbywały się w Brazylii, nie rozegrał ani jednego meczu. Łącznie w kadrze "jankeskiej" rozegrał 2 mecze: przeciwko Meksykowi 0:5 i Kubie 2:5.
Uczestniczył w II wojnie światowej, służąc w korpusach United States Army. Po wojnie został przedsiębiorcą paliwowym, posiadał stację paliw o nazwie Sunoco. W 1976 został wcielony do National Soccer Hall of Fame a w 1984 do miejscowego New England Soccer Hall of Fame.